# Castellfollit de Riubregós
Castellfollit de Riubregós település Spanyolországban, Barcelona tartományban. Lakosainak száma 151 fő (2024).

## Földrajza
Castellfollit de Riubregós Torà, La Molsosa, Calonge de Segarra, Pujalt, Estaràs és Ivorra községekkel határos.

## Népesség
A település lakosságának változását az alábbi diagram mutatja:
| Lakosok száma | 258  | 678  | 414  | 439  | 274  | 219  | 195  | 177  | 151  | 151  |
|               | 1717 | 1887 | 1936 | 1960 | 1986 | 2004 | 2009 | 2014 | 2019 | 2024 |